# برونتون استاکر
برونتون استاکر (Brunton Stalker) خودرویی است که در سال‌های ۲۰۰۱ تا تولید شده است.
این خودرو در کلاس خودرو اسپورت قرار گرفته، است. سیستم جعبه‌دندهٔ آن به صورت دستی است.